# Montecatini Terme Basketball
Montecatini Terme Basketball es un club de baloncesto con sede en la ciudad de Montecatini Terme, en Toscana, que disputa la Serie B, la tercera categoría del baloncesto italiano. La actual sociedad es heredera por una parte del Montecatini Sporting Club, que existió entre 1949 y 2001, y el RB Montecatini Terme, que lo hizo entre 2001 y 2010, ambas fallidas.

## Historia
El club nació en 1949 con la denominación de Montecatini Sporting Club, y fue pasando por categorías inferiores hasta que en la temporada 1988-89, con jugadores como Andrea Niccolai o Andro Knego ascendieron a la Lega Basket Serie A, donde permanecieron hasta la temporada 2000-01, cuando descenderían a la LegaDue, lo que unido al abandono del principal patrocinador y la alta deuda corporativa, condenaron al club a la bancarrota.
En 2002, tras la adquisición de los derechos deportivos del equipo de la cercana  Massa e Cozzile, nació el RB Montecatini, presidido porSimone Galligani, con quien inmediatamente ganaron la Serie B1 liderada por el entrenador Marco Calvani y el talento en el campo de Valerio Spinelli. Desde 2003 ha estado en Legadue, hasta la quiebra de la temporada 2007-08, viendo el equipo volver a jugar en la serie B.
En 2010, tras la liquidación de la sociedad del RB Montecatini, nació el Sporting Club 1949. Antes del comienzo de la temporada 2016-17, se anunció el cambio de denominación del equipo, pasando a llamarse Montecatiniterme Basketball.

## Jugadores destacados
| - Cory Carr 1 temporada: '06-'07 - Ken Barlow 2 temporadas: '97-'99 - Andro Knego 3 temporadas: '87-'90 - Marc Salyers 1 temporada: '05-'06 - Michael Hicks 1 temporada: '04-'05 - Maceo Baston 1 temporada: '00-'01 | - Valerio Spinelli 1 temporada: '03-'04 - Ben Coleman 1 temporada: '94-'95 - Corsley Edwards 1 temporada: '03-'04 - Charles Jones 1 temporada: '00-'01 - Mario Boni 11 temporadas: '85-'94, '95-'96, '05-'06 - Andrea Niccolai 13 temporadas: '84-'90, '98-'00, '05-'10 |

## Patrocinadores
| - Sharp Montecatini (1987-1989) - Panapesca Montecatini (1989-1990) - Lotus Montecatini (1990-1992) - Bialetti Montecatini (1992-1994) - Panapesca Montecatini (1994-1996) | - Chc Montecatini (1996-1997) - Snai Montecatini (1997-1999) - Zucchetti Montecatini (1999-2000) - BingoSNAI Montecatini (2000-2001) - Gloria Due Montecatini (2003-2004) |